# Dharyos
Dharyos eller Daro Avesta (kurdisk) er guden i bl.a. yesidismen og tilhænger af Zend Avesta som lever i det nuværende Indien. Hans profet eller grundlæggeren af Zarathustras lære var Zarathustra. Da muhameddanerne angreb Medien og Persien blev religionen splittet til mindst 2-3 andre religioner. Men dog havde de Dharyos som gud. [kilde mangler]